# Piper trianae
Piper trianae är en pepparväxtart som beskrevs av C. Dc.. Piper trianae ingår i släktet Piper och familjen pepparväxter. Inga underarter finns listade i Catalogue of Life.